# Zhang Ying (Fußballspielerin)
Zhang Ying (chinesisch 張穎 / 张颖, Pinyin Zhāng Yǐng; * 27. Juni 1985 in Shanghai) ist eine ehemalige chinesische Fußballspielerin.

## Karriere
Mit der chinesischen A-Nationalmannschaft war sie Teil der Mannschaft bei den Olympischen Spielen 2004 und kam hier einmal zum Einsatz. Danach nahm sie mit der U19 an der Weltmeisterschaft 2004 teil und wurde hier mit drei Toren zusammen mit Lou Xiaoxu beste chinesische Torschützin des Turniers. Mit ihrer Mannschaft scheiterte sie aber im Finale an Deutschland.
Ein Jahr später kam sie auch in allen Partien der Mannschaft bei der Ostasienmeisterschaft 2005 zum Einsatz, jedoch konnte ihre Mannschaft nur einen einzigen Punkt sammeln. Auch bei der Weltmeisterschaft 2007 war sie Teil des Kaders und erreichte hier mit ihrem Team das Viertelfinale. Auch bei den Olympischen Spielen 2008 war sie noch Teil der Mannschaft. Hier verpasste sie mit ihrem Team jedoch auch den Einzug in die nächste Runde.